# Paris-Roubaix espoirs
Paris-Roubaix espoirs, dénommé également Paris-Roubaix U23, est une course cycliste créée en 1967 qui se déroule au mois d'avril. Elle met aux prises uniquement des coureurs espoir (moins de 23 ans). De grands coureurs professionnels l'ont gagnée comme Yaroslav Popovych, Thor Hushovd, Stephen Roche ou Frédéric Moncassin. Réservée aux amateurs jusqu'en 1994, la course s'appelle depuis 1995 Paris-Roubaix espoirs. En 2003, un Paris-Roubaix juniors a été créé, qui lui a lieu le même jour que l'épreuve élite. En 2005, la course a intégré l'UCI Europe Tour, dans la catégorie 1.2. C'est l'une des épreuves les plus prestigieuses du calendrier international des espoirs.
Paris-Roubaix espoirs est organisé par le Vélo Club de Roubaix. Son départ est situé à Péronne et son arrivée au vélodrome de Roubaix.
Les éditions 2020 à 2021 sont annulés en raison de la pandémie de coronavirus, et celle de 2022 en raison de travaux et du manque de signaleurs.
À partir de 2024, l'épreuve est décalée au mois d'avril et disputée le même jour que l'épreuve élite et l'épreuve junior.

## Palmarès

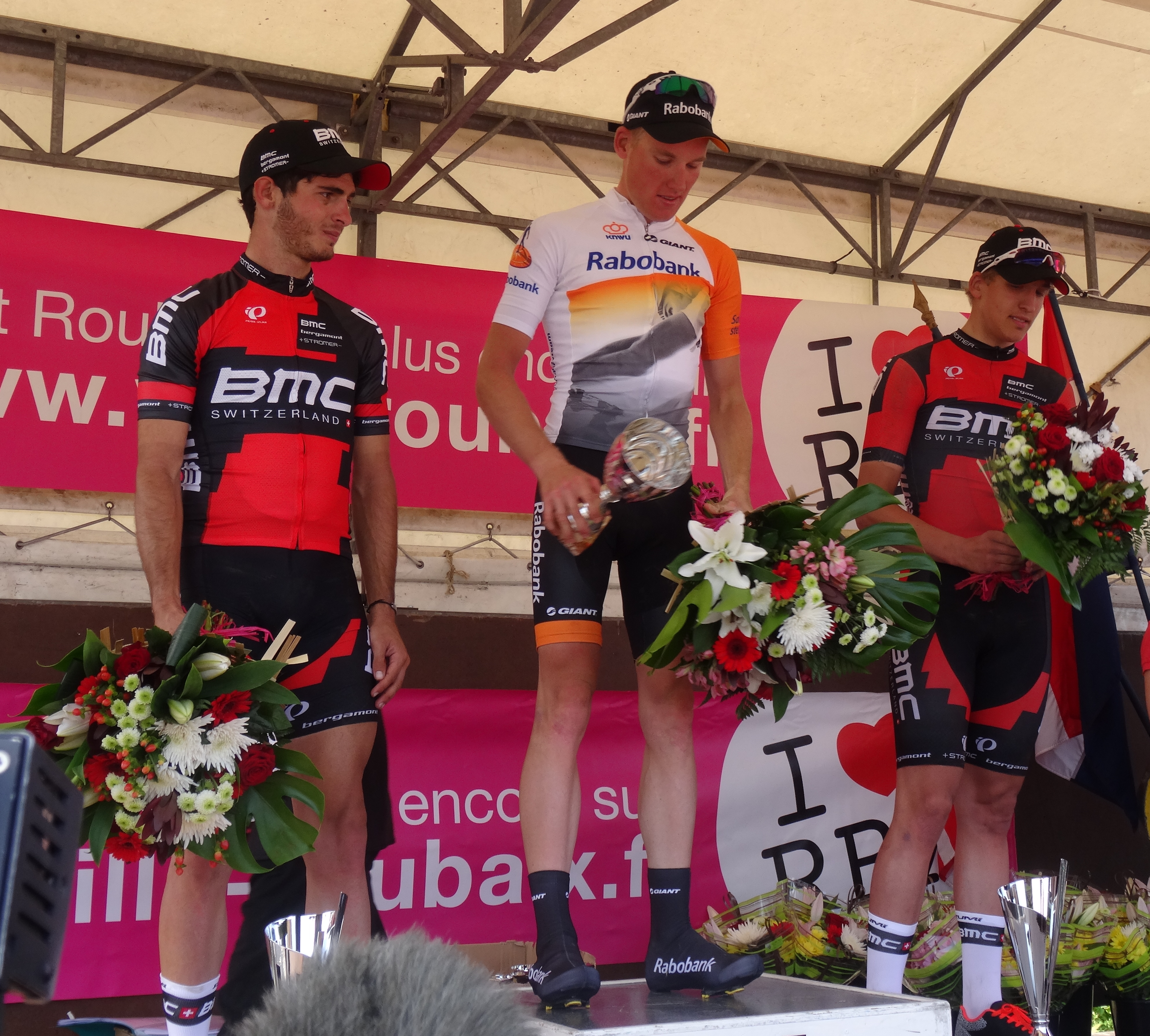
Podium de l'édition 2014 : Tyler Williams (2e), Mike Teunissen (1er) et Bas Tietema (3e).

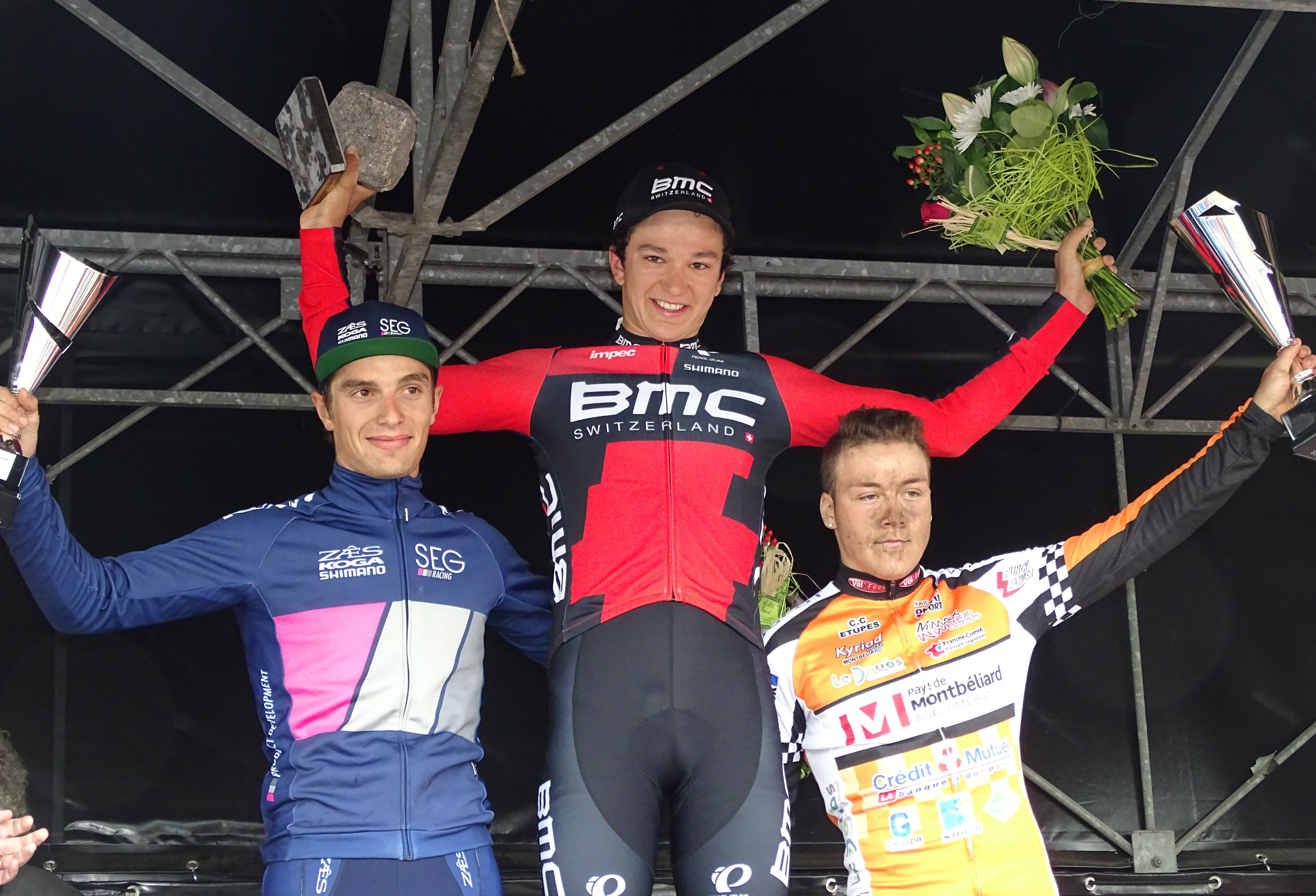
Podium de l'édition 2015 : Jenthe Biermans (2e), Lukas Spengler (1er) et Hugo Hofstetter (3e).

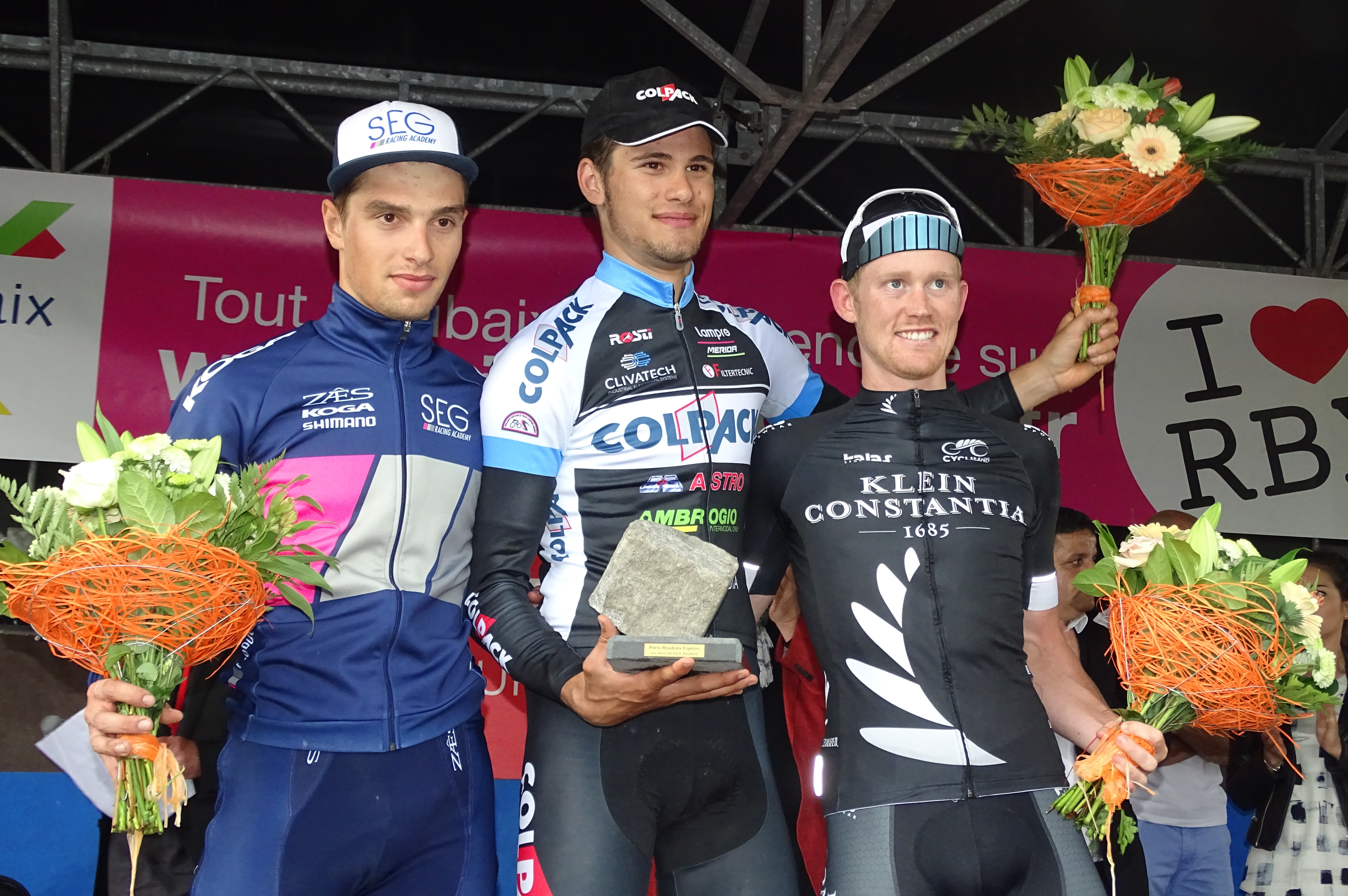
Podium de l'édition 2016 : Jenthe Biermans (2e), Filippo Ganna (1er) et Hamish Schreurs (3e).

| Année                  | Vainqueur            | Deuxième              | Troisième            |
| ---------------------- | -------------------- | --------------------- | -------------------- |
| Paris-Roubaix amateurs |                      |                       |                      |
| 1967                   | Georges Pintens      | Patrick Charron       | Walter Ricci         |
| 1968                   | Alain Vasseur        | Robert Bouloux        | Gérard Briend        |
| 1969                   | Roger Desmaret       | Régis Delépine        | Robert Mintkiewicz   |
| 1970                   | Enzo Mattioda        | Pé van Stralen        | Michel Roques        |
| 1971                   | Louis Verreydt       | Marcel Sannen         | Antoine Bauwens      |
| 1972                   | Yvan Benaets         | Louis Verreydt        | Antoine Bauwens      |
| 1973                   | Patrick Béon         | Claude Behué          | René Dillen          |
| 1974                   | Marc Steels          | Christian Despierres  | Carlos Cuyle         |
| 1975                   | Pol Verschuere       | Guy Bricnet           | Rachel Dard (en)     |
| 1976                   | Gérard Simonnot      | Jean-Raymond Toso     | Jacques Stablinski   |
| 1977                   | Michel Lloret        | Alain Deloeuil        | Paul Sherwen         |
| 1978                   | Alfons De Wolf       | Ronny Claes           | Alan van Heerden     |
| 1979                   | Marc Madiot          | Olivier Vantielcke    | Daniel Amardeilh     |
| 1980                   | Stephen Roche        | Dirk Demol            | Michel Larpe         |
| 1981                   | Kenny De Maerteleire | Alain Deloeuil        | Reimund Dietzen      |
| 1982                   | Jean-Louis Barot     | Rudy Rogiers          | Alain Deloeuil       |
| 1983                   | Frank Verleyen       | Bruno Wojtinek        | Pascal Campion       |
| 1984                   | Thierry Marie        | Ludo Adriaensen       | Denis Poisson        |
| 1985                   | Christian Chaubet    | Bernard Richard       | Vincent Thorey       |
| 1986                   | Vincent Thorey       | Carlos Malfait        | Pascal Campion       |
| 1987                   | Franck Boucanville   | Marc Assez            | Bertrand Zielonka    |
| 1988                   | Laurent Bezault      | Nico Roose            | Fabian Pantaglou     |
| 1989                   | Frédéric Moncassin   | Didier Faivre-Pierret | Andrzej Pozak        |
| 1990                   | Thierry Gouvenou     | Sławomir Krawczyk     | Olaf Lurvik          |
| 1991                   | Éric Larue           | Stéphane Cueff        | Czeslaw Rajch        |
| 1992                   | Pascal Chanteur      | Jimmy Delbove         | Czeslaw Rajch        |
| 1993                   | Marek Leśniewski     | Hervé Boussard        | Marc Hibou           |
| 1994                   | Kurt Dhont           | Frédéric Guesdon      | Michel Lallouet      |
| 1995                   | Damien Nazon         | Michel Lallouet       | Thierry Bricaud      |
| 1996                   | Dany Baeyens         | Nicolas Maréchal      | Christophe Barbier   |
| 1997                   | Marc Chanoine        | László Bodrogi        | Gunther Stockx       |
| 1998                   | Thor Hushovd         | Geoffrey Demeyere     | Moris Sammassimo     |
| 1999                   | Sébastien Joly       | Stéphane Krafft       | Markus Wilfurth      |
| 2000                   | Eric Baumann         | Thomas Voeckler       | Tom Boonen           |
| 2001                   | Yaroslav Popovych    | Volodymyr Bileka      | Lorenzo Bernucci     |
| 2002                   | Michail Timoschin    | Yannick Talabardon    | Michael Blanchy      |
| 2003                   | Sergueï Lagoutine    | Steven De Decker      | Robby Meul           |
| 2004                   | Koen de Kort         | Bastiaan Giling       | Wouter Weylandt      |
| Paris-Roubaix espoirs  |                      |                       |                      |
| 2005                   | Dmitry Kozontchuk    | Johnny Hoogerland     | Dries Van der Ginst  |
| 2006                   | Tom Veelers          | Kristoffer Nielsen    | Pieter Vanspeybrouck |
| 2007                   | Damien Gaudin        | Guillaume Blot        | Danilo Wyss          |
| 2008                   | Coen Vermeltfoort    | Giorgio Brambilla     | Laurent Beuret       |
| 2009                   | Taylor Phinney       | Nikola Aistrup        | Giorgio Brambilla    |
| 2010                   | Taylor Phinney       | Jens Debusschere      | Fabien Taillefer     |
| 2011                   | Ramon Sinkeldam      | Jasper Stuyven        | Jacob Rathe          |
| 2012                   | Bob Jungels          | Yves Lampaert         | Thomas Scully        |
| 2013                   | Annulé               | Annulé                | Annulé               |
| 2014                   | Mike Teunissen       | Tyler Williams        | Bas Tietema          |
| 2015                   | Lukas Spengler       | Jenthe Biermans       | Hugo Hofstetter      |
| 2016                   | Filippo Ganna        | Jenthe Biermans       | Hamish Schreurs      |
| 2017                   | Nils Eekhoff         | Guillaume Millasseau  | Jordi Warlop         |
| 2018                   | Stan Dewulf          | Julius van den Berg   | Thymen Arensman      |
| 2019                   | Tom Pidcock          | Johan Jacobs          | Jens Reynders        |
| 2020-2022              | Pas de course        | Pas de course         | Pas de course        |
| 2023                   | Tijl De Decker       | Gil Gelders           | Robin Orins          |
| 2024                   | Tim Torn Teutenberg  | Robert Donaldson      | Robin Orins          |
| 2025                   | Albert Philipsen     | Jakob Söderqvist      | Senna Remijn         |